# Lichtenberg (Sachsen)
För andra betydelser, se Lichtenberg (olika betydelser).
Lichtenberg är en Gemeinde och ort i Landkreis Bautzen i förbundslandet Sachsen i Tyskland. Kommunen har cirka 1 600 invånare.
I Lichtenberg ligger bara två Ortsteile: Lichtenberg och Kleindittmannsdorf.
Kommunen ingår i förvaltningsområdet Pulsnitz tillsammans med kommunerna Großnaundorf, Ohorn, Pulsnitz och Steina.